# Pyrenomonadales
A Pyrenomonadales a Cryptophyceae egyik rendje 5 csoporttal (Baffinellaceae, Falcomonadaceae, Chroomonadaceae, Geminigeraceae, Pyrenomonadaceae).

## Történet
A Pyrenomonadalest Novarino és Lucas írták le 1993-ban nukleomorf-18S rDNS alapján, miután azok alapján kládnak mutatták ki. Előtte több évig vitatott volt, hogy a Pyrenomonas a Rhodomonas szinonimája-e, és 1989-ben Hill és Wetherbee a pirenoidban lévő nukleomorf alapján a Pyrenomonast egyesítették a Rhodomonasszal, de ez nem mindenhol volt elfogadott.:678
1996-ban Cavalier-Smith et al. kimutatták, hogy az akkori meghatározás szerinti Cryptomonadales parafiletikus lehet, mert a pirenoidba ágyazott nukleomorf levezetett lehet.
2018-ban fedezték fel és írták le Daugbjerg, Norlin és Lovejoy 18S rDNS, pigmentek és morfológia alapján a Baffinella frigidust, ennek az önálló nemzetség mellett önálló családszintű kládot is létrehoztak, emellett leírták a Falcomonadaceae kládot a Falcomonas daucoidesnek. Ezt bár először Clay és Kugrens nevezték meg 1999-ben, az Algák, Gombák és Növények Nevezéktanának Nemzetközi Kódexe (ICN) 39.1 cikke értelmében nem volt érvényes, mert nem adtak meg diagnózist vagy leírást.

## Genetika
A B-sejt-receptor-asszociált fehérje génje ismert a Guillardia theta fajban. Ez 8 intront tartalmaz, hosszuk 45–158 bp. A ptDNS szelekciós együtthatója magas, vagyis erős nukleotidszelekció jellemzi a csoport génjeit.
Legalább 1 rendezetlen fehérje van benne a Pfam szerint – a G. theta 112 egyedi doménjéből 1 ilyen.
A Chroomonas mesostigmata rendelkezik a xantorodopszinokkal nem rokon, feltehetően Cryptophyta-specifikus rodopszinokkal.
Több fikobiliproteinnel is rendelkezik, melyek lehetséges közös őse a fikoeritrin 545 (PE 545) vagy 566. Az Urgorri complanatus például PE 545-öt használ, míg a Baffinella frigidus alacsony fényintenzitás esetén PE 566-ot.

## Filogenetika
Magi és nukleomorfgénjei hasonló filogenetikai fát mutattak ki az 1996-ig keletkezett tanulmányokban, azonban Cavalier-Smith et al. 1996-os tanulmánya szerint a nukleomorfgének fái megbízhatóbbak lehetnek.

## Biokémia
Pigmentként a fikoeritrineken kívül klorofill a-t, c2-t és karotinoidokat használhat.

## Morfológia
Kloroplasztisza lehet megvilágítástól függően zöld vagy vörös, 1 nukleomorfa van a pirenoidban a Chlorarachnion reptanshoz hasonlóan, ez konvergens evolúcióval alakult ki. Szemfoltja lapos, és a maghoz közeli. Periplasztisza pikkelyes – a pikkelyek lehetnek például hat- vagy négyszögletűek –, ejektoszómái különböző méretűek lehetnek. Egyes fajai vestibuluma vesztibuláris lemezzel rendelkeznek.
A sejt lehet vessző alakú (például Komma caudata, Baffinella) vagy lekerekített (például Falcomonas), hátulsó vége alkalmanként igen rugalmas.
Nem minden faja rendelkezik rhizostylusszal, amelyik rednelkezik, lehet egyenes vagy görbe.

### Feltételezett rendszertani jelentőségű jellemzők
Bár a száj-garat rendszert gyakran használják Cryptophyta-fajok morfológiai megkülönböztetésére, a Pyrenomonadales több kládja (például a Geminigeraceae és a Pyrenomonadaceae) különböző komplextípusokkal rendelkező fajokat tartalmaz, így e szerkezet nem alkalmas ezek megkülönböztetésére. Ehelyett a száj-garat rendszer evolúciója kevéssé korlátozott, és számos visszaállás jellemzi. A Falcomonas például a legtöbb Cryptophyta-fajhoz hasonlóan csak szájjal rendelkezik.
A sejt belső periplasztiszrészei alakját és megjelenését is használták korábban Cryptophyta-nemzetségek megkülönböztetésére. A Baffinella periplasztiszlemezei hatszögletűek, de ez megtalálható más tengeri és édesvízi fajokban (például Falcomonas, Proteomonas, Rhinomonas). Ezek a morfológiák feltehetően egymástól függetlenül jelentek meg.

## Élőhely
Édes-, brakk- és tengervízben, közvetlenül a felszín alatt és a mély klorofillmaximumban egyaránt előfordul.
Az Adriai-tenger északi fitoplanktonjában nem ismert.
A Cuyahoga vizében gyakori a Chroomonas egy meg nem nevezett faja.

## Életmód
Fotoszintetikus.

## Ökológia
Angolnalárvák testfelszínén ritkán előfordulhatnak Pyrenomonadales-rDNS-ek, béltartalmukban nem ismertek. Megtalálható a Phaseolus lunatus rizoszférájában is.
Kloroplasztisz-16S rRNS és 18S rRNS alapján egyaránt észlelhető.
A zooplankton egyik jelentős erőforrása.

## Életciklus
A Proteomonas heteromorf haplodiploid életciklusú, a Proteomonas sulcata vesztibuláris lemeze Hill és Wetherbee 1986-os megfigyelései szerint a zöldmoszativarsejtekhez hasonló párosodási terület lehet. Ez alapján a faj ivaros szaporodásra képes lehet.:674